# 2008-as romániai parlamenti választások
2008. november 30-án parlamenti választásokat tartottak Romániában.
A román parlament kétkamarás: a választáson a Képviselőház 332 és a Szenátus 137 helyének sorsa dőlt el. A 2008 márciusában bevezetett új román választási rendszer egyéni választókerületeken alapul.

## Induló pártok, pártszövetségek
- Szociáldemokrata Párt (PSD) – Konzervatív Párt (PC) pártszövetség
- Demokrata Liberális Párt (PD-L)
- Romániai Magyar Demokrata Szövetség (RMDSZ)
- Nemzeti Liberális Párt (Románia) (PNL) (a Kereszténydemokrata Nemzeti Parasztpárt (PNŢCD) támogatásával)
- Nagy-Románia Párt (PRM)
- Új Generáció Párt (PNG)
- Nemzeti Kezdeményezés Pártja (PIN)
- Zöld-Ökológiai Szövetség (AVE)

A nemzeti kisebbségek könnyített feltételekkel juthattak mandátumhoz.
A kisebbik erdélyi magyar párt, az Magyar Polgári Párt (MPP) választási koalíciós ajánlatot tett az RMDSZ-nek, de az „jogi aggályok miatt” nem fogadta el. Ezt követően az MPP nem indult a választásokon, hanem 5 független jelöltet támogatott.
Az öt független jelölt által elért eredmények:
- Kovászna megyében: Szilágyi Sándor 5783 szavazat (0,08%), Rákosi János 1559 szavazat (0,02%);
- Hargita megyében: Sebestyén Csaba 4745 szavazat (0,06%), Garda Dezső 4529 szavazat (0,06%);
- Maros megyében: Kincses Előd 3220 szavazat (0,04%).

## Eredmények
(Zárójelben a megszerzett mandátumok száma szerepel.)
|              | Választási térkép              | Szavazatok                     | Eredmények | Mandátumok            |
| ------------ | ------------------------------ | ------------------------------ | --- | --------------------- |
| Képviselőház | 2008-as képviselőházi eredmény | 2008-as képviselőházi eredmény | - PD-L: 32,36% (115) - PSD-PC koalíció: 33,09% (114) - PNL: 18,54% (65) - RMDSZ: 6,17% (22) - Nemzeti kisebbségek: 3,56% (18) | Képviselői mandátumok |
| Szenátus     | 2008-as szenátusi eredmény     | 2008-as szenátusi eredmény     | - PD-L: 33,57% (51) - PSD-PC: 34,16% (49) - PNL: 18,74% (28) - RMDSZ: 6,39% (9)                                               | Szenátusi mandátumok  |

A szélsőséges Nagy-Románia Párt (PRM) és Új Generáció Pártjának (PNG) nem sikerült elérnie a bejutáshoz szükséges 5%-os küszöböt.

## Politikai következmények
A választások után Traian Băsescu államfő először a hozzá közel álló Theodor Stolojan pénzügyi és gazdasági szakembert bízta meg a kormányalakítással. A legtöbb szavazatot begyűjtő baloldali Szociáldemokrata Pártnak és a legtöbb mandátumot szerzett jobboldali Demokrata Liberális Pártnak vele azonban nem sikerült kormányt alakítani. Végül egy második politikus, a kolozsvári polgármester Emil Boc alakította meg a koalíciós kormányt 2008 decemberében. Lásd: Első Boc-kormány.
Bár az RMDSZ szívesen részt vett volna a kormányban, a román pártok egy hosszabb időszak után végre nem kényszerültek a támogatására és így kihagyták. A korábban a kisebbségi kormány koalíciós partnereként közreműködő magyar párt ellenzékbe kényszerült.

## Érdekességek
- Az utolsó pillanatban visszalépett a szavazatokat összesítő és mandátumelosztó szoftvert gyártó vállalat.[3]
- A politikai pártok és kisebbségi szervezetek jelöltjei, valamint független jelöltek közül a képviselőház esetében a nők aránya 12%-a volt. A szenátusnál ez a szám kb. 11% volt. Az RMDSZ ilyen szempontból jobban szerepelt, mert képviselőházi jelöltjeinek kb. 22,5%-a volt nő, míg a szenátusnál ez az arány kb. 17%-ot ért el. A többi romániai kisebbségi szervezeteknél (amelyek csak a képviselőházba pályáztak) a legtöbb (örmények, bánsági bolgárok, horvátok, rutének, tatárok, olaszok, lipovánok, zsidók, németek, törökök, romák, szlovákok és csehek, görögök, lengyelek, szerbek, ukránok) férfi jelöltet állított, ellenben az albánok és macedónok a jelöltje nő volt.[4]